# 27277 Pattybrown
27277 Pattybrown este un asteroid din centura principală de asteroizi.

## Descriere
27277 Pattybrown este un asteroid din centura principală de asteroizi. A fost descoperit pe 4 ianuarie 2000 la Socorro, New Mexico, în cadrul proiectului LINEAR. Asteroidul prezintă o orbită caracterizată de o semiaxă mare de 2,23 ua, o excentricitate de 0,10 și o înclinație de 2,9° în raport cu ecliptica.